# Helvella latispora
Helvella latispora — вид аскомікотових грибів родини Гельвелові (Helvellaceae).

## Поширення
Вид широко поширений в Північній Америці.

## Опис
Плодові тіла з'являються наприкінці літа та восени, до 5 см заввишки, на білій німці, увінчані сірувою сідлоподібною шапинкою.

## Екологія
Росте розкидано або спорадично під деревами листяних порід - особливо дубами; часто вздовж стежин і доріг або на порушеному ґрунті; з'являється з кінця весни і влітку до осені.